# Schüllerita
La schüllerita és un mineral de la classe dels silicats, que pertany al grup de la murmanita. Rep el nom en honor de Willi Schüller (nascut el 1953), mineralogista i col·leccionista amateur alemany, especialista en la mineralogia d'Eifel i autor de moltes publicacions sobre els minerals d'aquesta regió.

## Característiques
La schüllerita és un silicat de fórmula química Ba₂Na(Mn,Ca)(Fe3+,Mg,Fe2+)₂Ti₂(Si₂O₇)₂(O,F)₄. Va ser aprovada com a espècie vàlida per l'Associació Mineralògica Internacional l'any 2010. Cristal·litza en el sistema triclínic. La seva duresa a l'escala de Mohs es troba entre 3 i 4. Visualment és indistinguible de la lileyita.
Segons la classificació de Nickel-Strunz, la schüllerita pertany a «09.BE - Estructures de sorosilicats, amb grups Si₂O₇, amb anions addicionals; cations en coordinació octaèdrica [6] i major coordinació» juntament amb els següents minerals: wadsleyita, hennomartinita, lawsonita, noelbensonita, itoigawaïta, ilvaïta, manganilvaïta, suolunita, jaffeïta, fresnoïta, baghdadita, burpalita, cuspidina, hiortdahlita, janhaugita, låvenita, niocalita, normandita, wöhlerita, hiortdahlita I, marianoïta, mosandrita, nacareniobsita-(Ce), götzenita, hainita, rosenbuschita, kochita, dovyrenita, baritolamprofil·lita, ericssonita, lamprofil·lita, ericssonita-2O, seidozerita, nabalamprofil·lita, grenmarita, lileyita, murmanita, epistolita, lomonossovita, vuonnemita, sobolevita, innelita, fosfoinnelita, yoshimuraïta, quadrufita, polifita, bornemanita, xkatulkalita, bafertisita, hejtmanita, bykovaïta, nechelyustovita, delindeïta, bussenita, jinshajiangita, perraultita, surkhobita, karnasurtita-(Ce), perrierita-(Ce), estronciochevkinita, chevkinita-(Ce), poliakovita-(Ce), rengeïta, matsubaraïta, dingdaohengita-(Ce), maoniupingita-(Ce), perrierita-(La), hezuolinita, fersmanita, belkovita, nasonita, kentrolita, melanotekita, til·leyita, kil·lalaïta, stavelotita-(La), biraïta-(Ce), cervandonita-(Ce) i batisivita.

## Formació i jaciments
Va ser descoberta a la pedrera Löhley, situada a la localitat de Daun, dins el districte de Vulkaneifel (Renània-Palatinat, Alemanya). També ha estat descrita en altres indrets, tots ells a dins del mateix districte alemany. Aquests indrets són els únics de tot el planeta on ha estat descrita aquesta espècie mineral.